# In My Life (Judy Collins)
In My Life va ser un àlbum de la cantant de folk estatunidenca Judy Collins, llançat en 1966. Va arribar al nº46 en el rànquing de pop de Billboard el 1967.